# Hyde (chanteur)
Pour les articles homonymes, voir Hyde.
 (juin 2009).
Si vous disposez d'ouvrages ou d'articles de référence ou si vous connaissez des sites web de qualité traitant du thème abordé ici, merci de compléter l'article en donnant les références utiles à sa vérifiabilité et en les liant à la section « Notes et références ».
Hyde, de son vrai nom Hideto Takarai (寶井 秀人, Takarai Hideto), né le 29 janvier 1969 à Wakayama, au Japon, est un chanteur de rock japonais.

## Biographie
Longtemps connu uniquement sous son pseudonyme, Hyde débute comme guitariste du groupe Jerusalem's Rod, avant de devenir le chanteur et auteur du groupe L'Arc-en-Ciel en 1991. Il a la capacité de monter très haut dans les aigus tout comme descendre dans des graves envoûtants. Au début, il souhaitait être le guitariste du groupe, mais Tetsu a insisté pour qu'il en soit le chanteur. Il est surnommé Doiha-chan par Tetsu. Il mesure 1 mètre 58 mais porte souvent des chaussures à plateforme pour paraître plus grand sur scène. 
Il épouse Megumi Oishi le 25 décembre 2000, qui lui donne un fils le 11 novembre 2003.
À l'occasion d'une pause de son groupe, il entame une carrière solo en 2001, rejoint en 2003 par le guitariste K.A.Z (alors ex-Oblivion Dust et de Spin Aqua), et sort deux albums solo ; le premier, Roentgen, est un succès, plusieurs de ses singles se classant au Top Oricon, et sera ré-enregistré en anglais pour sortir à l'étranger en 2004. En 2003 et 2004, il reprend ses activités avec L'Arc~en~Ciel et apparaît dans deux films. La même année sort son deuxième album solo 666. En 2006 sort son troisième album solo, Faith, comprenant Season's Call, l'un de ses plus gros succès. En 2008 il met un terme à sa carrière solo pour former avec K.A.Z le groupe VAMPS ; il forme aussi avec lui le groupe temporaire Halloween Junky Orchestra en 2012.
Il révèle pour la première fois son véritable nom début 2012, à l'occasion de la sortie de sa biographie.
Après une grande tournée mondiale avec L'Arc-en-Ciel et la sortie de leur douzième album en 2012, Hyde se recentre principalement sur ses activités avec VAMPS, qui commence à se faire connaître dans la scène rock et metal aux Etats-Unis. L'Arc-en-Ciel reste en activité mais de façon plus épisodique, à un rythme d'environ un grand concert et un nouveau single par an depuis 2014. Le groupe fête également ses 25 ans en avril 2017 avec deux grands concerts à Tokyo.
À la fin de 2017 VAMPS entre en hiatus, et Hyde décide alors de reprendre sa carrière solo, laissée en suspens depuis 2008, avec un concert spécial de Noël. En 2019 sort son quatrième album solo, Anti, suivi d'une tournée américaine. Cet album est, tout comme la seconde version de Roentgen, entièrement en anglais. Après avoir sorti plusieurs singles au début des années 2020, son nouvel album Hyde [Inside] sort le 16 octobre 2024.

## Discographie de L'Arc-En-Ciel
- Dune (1993)
- Tierra (1994)
- Heavenly (1995)
- True (1996)
- Heart (1998)
- Ark (1999)
- Ray (1999)
- Real (2000)
- The best of L'Arc-En-Ciel C/W (compilation de faces B) (2003)
- Smile (2004)
- Awake (2005)
- Kiss (2007)
- Butterfly (2012)

## Discographie de VAMPS
- VAMPS (2009)
- BEAST (2010)
- Sex Blood Rock n' Roll (2013)
- Bloodsuckers (2014)
- Underworld (2017)

## Groupes
- Kiddy Bombs (guitare)
- Jerusalem's Rod
- L'Arc-en-Ciel
- Vamps

## Filmographie

### Films
- 2003 : Moon Child, de Takahisa Zeze
- 2004 : Last Quarter, Kagen no tsuki, de Ken Nikai

### Animés
- GO! GO! ピンカの大冒険 (Go! Go! Pinka no Daibouken?), Todokki (1998)
- Bakuman,lui-même (2011)

### Pubs
- AXIA Z (1984)
- UNIQLO, Unisex Polaire full zip (2001)
- Dwango, Iro Melo Mix (2003, 2004)
- GemCEREY, Gerezza (2008, 2009)
- Sony Mobile Communications, Xperia UL SOL22 (2013)